# Barbatia candida
Barbatia candida är en musselart som först beskrevs av Helbling 1779.  Barbatia candida ingår i släktet Barbatia och familjen Arcidae. Inga underarter finns listade i Catalogue of Life.